# Орынбаев, Аманбай Тлеубаевич
Орынбаев Аманбай Тлеубаевич (каракалп. Orınbaev Amanbay Tilewbay ulı; род. 17 сентября 1979, Кегейлийский район, Каракалпакская АССР, Узбекская ССР, СССР) — каракалпакстанский и узбекистанский государственный и политический деятель, председатель Жокаргы Кенеса Республики Каракалпакстан с 26 августа 2022 года, и по совместительству заместитель главы Сената Республики Узбекистан.

## Биография
Аманбай Орынбаев родился 17 сентября 1979 года в Кегейлийском районе. По национальности каракалпак.

## Образование
В 2002 году окончил Академию Министерства внутренних дел Республики Узбекистан. В 2004 году магистратуру Академии Министерства внутренних дел Республики Узбекистан. В 2011 году — Высшую школу стратегического анализа и определения перспектив Республики Узбекистан.
По специальности: юрист и политолог.

## Трудовая деятельность
1996—1998 гг. — Работник строительно-монтажного отдела Кегейлийского района
1998—2002 гг. — Слушатель Академии Министерства внутренних дел Республики Узбекистан
2002—2003 гг. — Оперативный представитель группы уголовного розыска и борьбы с организованной преступностью отдела милиции отдела внутренних дел Кегейлийского района
2003—2004 гг. — Магистрант Академии Министерства внутренних дел Республики Узбекистан
2004—2006 гг. — Оперативный представитель, старший оперативный представитель управления уголовного розыска и противодействия терроризму Министерства внутренних дел Республики Каракалпакстан
2006—2009 гг. — Оперативный представитель специальной инспекции по личному составу Министерства внутренних дел Республики Каракалпакстан
2009—2011 гг. — Слушатель Высшей школы стратегического анализа и определения перспектив Министерства внутренних дел Республики Узбекистан
2011—2012 гг. — Старший юрисконсульт отдела по защите прав человека и подготовке нормативных документов Министерства внутренних дел Республики Узбекистан
2012—2014 гг. — Первый заместитель начальника отдела внутренних дел по Амударьинскому району-начальник отдела уголовного розыска и борьбы с организованной преступностью
2014—2016 гг. — Начальник отдела внутренних дел Амударьинского района
2016—2017 гг. — Начальник отдела внутренних дел города Нукус
2017—2019 гг. — Начальник Управления уголовного розыска Министерства внутренних дел Республики Каракалпакстан
2019—2020 гг. — Заместитель министра внутренних дел Республики Каракалпакстан по охране общественного порядка
2020—2021 гг. — Первый заместитель начальника Главного управления патрульно-постовой службы и охраны общественного порядка Министерства внутренних дел Республики Узбекистан — начальник управления по организации охраны общественного порядка
2021—2022 гг. — Начальник Службы пробации департамента общественной безопасности Министерства внутренних дел Республики Узбекистан
2022—2022 гг. — Министр внутренних дел Республики Каракалпакстан
2022—2022 гг. — Первый заместитель председателя Совета Министров Республики Каракалпакстан по вопросам экологии и развития Приаралья
С 26 августа 2022 года — Председатель Жокаргы Кенеса Республики Каракалпакстан
В 2024 году награждён орденом «Меҳнат шуҳрати».